# Айрон-Гейт (Вірджинія)
Айрон-Гейт (англ. Iron Gate) — місто (англ. town) в США, в окрузі Аллегені штату Вірджинія. Населення — 324 особи (2020).

## Географія
Айрон-Гейт розташований за координатами 37°47′56″ пн. ш. 79°47′26″ зх. д. / 37.79889° пн. ш. 79.79056° зх. д. (37.798914, -79.790567).  За даними Бюро перепису населення США в 2010 році місто мало площу 0,90 км², з яких 0,85 км² — суходіл та 0,05 км² — водойми.

## Демографія
Згідно з переписом 2010 року, у місті мешкало 388 осіб у 168 домогосподарствах у складі 107 родин. Густота населення становила 430 осіб/км².  Було 183 помешкання (203/км²).
Расовий склад населення:
| - 94,8 % — білих - 3,9 % — чорних або афроамериканців |

До двох чи більше рас належало 1,0 %. Частка іспаномовних становила 1,0 % від усіх жителів.
За віковим діапазоном населення розподілялося таким чином: 21,4 % — особи молодші 18 років, 59,3 % — особи у віці 18—64 років, 19,3 % — особи у віці 65 років та старші. Медіана віку мешканця становила 45,4 року. На 100 осіб жіночої статі у місті припадало 99,0 чоловіків;  на 100 жінок у віці від 18 років та старших — 91,8 чоловіків також старших 18 років.
Середній дохід на одне домашнє господарство  становив 40 318 доларів США (медіана — 29 423), а середній дохід на одну сім'ю — 51 777 доларів (медіана — 41 250). За межею бідності перебувало 12,7 % осіб, у тому числі 12,7 % дітей у віці до 18 років та 21,6 % осіб у віці 65 років та старших.
Цивільне працевлаштоване населення становило 143 особи. Основні галузі зайнятості: освіта, охорона здоров'я та соціальна допомога — 25,2 %, виробництво — 12,6 %, мистецтво, розваги та відпочинок — 10,5 %, будівництво — 9,1 %.